# Zagrad (Benkovac)
Zagrad falu Horvátországban Zára megyében. Közigazgatásilag Benkovachoz tartozik.

## Fekvése
Zárától légvonalban 23, közúton 33 km-re délkeletre, községközpontjától légvonalban 8, közúton 12 km-re északnyugatra Dalmácia északi részén, Ravni kotar síkságán, a Zágráb-Split autópálya mellett fekszik. A településtől délre halad el a Zára-Knin vasútvonal.

## Története
A településnek 1880-ban 93, 1910-ben 176 lakosa volt. Az első világháború után előbb a Szerb-Horvát-Szlovén Királyság, majd Jugoszlávia része lett. A második világháború idején 1941-ben a szomszédos településekkel együtt Olaszország fennhatósága alá került. Az 1943. szeptemberi olasz kapituláció után visszatért Horvátországhoz, majd újra Jugoszlávia része lett. 1991-ben lakosságának 61 százaléka szerb, 31 százaléka horvát nemzetiségű volt. 1991 szeptemberében a szerb szabadcsapatok és katonaság irányítása alá került. Szerb lakói csatlakoztak a Krajinai Szerb Köztársasághoz, a horvát lakosság elmenekült. 1995 augusztusában a Vihar hadművelet során foglalta vissza a horvát hadsereg. Szerb lakossága elmenekült és azóta is csak nagyon kevesen tértek vissza. A településnek 2011-ben 85 lakosa volt, akik főként mezőgazdasággal és állattartással foglalkoztak.

## Lakosság
| Lakosság változása | Lakosság változása | Lakosság változása | Lakosság változása | Lakosság változása | Lakosság változása | Lakosság változása | Lakosság változása | Lakosság változása | Lakosság változása | Lakosság változása | Lakosság változása | Lakosság változása | Lakosság változása | Lakosság változása | Lakosság változása |
| ------------------ | ------------------ | ------------------ | ------------------ | ------------------ | ------------------ | ------------------ | ------------------ | ------------------ | ------------------ | ------------------ | ------------------ | ------------------ | ------------------ | ------------------ | ------------------ |
| 1857               | 1869               | 1880               | 1890               | 1900               | 1910               | 1921               | 1931               | 1948               | 1953               | 1961               | 1971               | 1981               | 1991               | 2001               | 2011               |
| 0                  | 0                  | 93                 | 102                | 70                 | 176                | 0                  | 0                  | 423                | 287                | 332                | 329                | 497                | 426                | 103                | 85                 |